# Torcello
Torcello (latinsko Torcello; beneško Torceło) je redko poseljen otok na severnem koncu Beneške lagune v severovzhodni Italiji. Prvič je bil naseljen v letu 452 in je bil omenjeno kot starševski otok, iz katerega so bile naseljene Benetke. Imelo je stolnico in škofe pred zgraditvijo bazilike svetega Marka. 

## Zgodovina
Po padcu zahodnega rimskega cesarstva je bil Torcello eden prvih lagunskih otokov, ki so jih zaporedno naselili tisti Veneti, ki so pobegnili iz terra ferme (celina), da bi se umaknili ponavljajočim se invazijam barbarov, še posebej, ko je leta 452 Hun Atila uničil mesto Altinum in vsa okoliška naselja . Čeprav je dežela Veneto uradno pripadala bizantinskem Ravenskemu eksarhatu od konca gotske vojne, je ostala nevarna zaradi pogostih germanskih invazij in vojn: v naslednjih 200 letih so Langobardi in Franki poganjali stalen dotok beguncev na relativno varen otok, vključno s samim škofom. Leta 638 je Torcello postal škofov uradni sedež za več kot tisoč let, ljudje iz Altinuma pa so prinesli s seboj relikvije svetega Heliodora, zdaj zaščitnik otoka.
Torcello je izkoristil in ohranil tesne kulturne in trgovinske vezi s Konstantinoplom: kljub temu, da je bila precej oddaljena postojanka vzhodnega rimskega cesarstva, bi lahko vzpostavila de facto avtonomijo od vzhodne prestolnice.
Mesto je hitro postalo pomemben politični in trgovinski center. V 10. stoletju je bilo prebivalstvo ocenjeno na 10.000 do 35.000 ljudi, pri čemer je bila najpogostejša ocena 20.000. Vendar pa nekatere nedavne ocene arheologov pravijo da največ 3000 ljudi . V pred-srednjeveških časih je bil Torcello močnejši trgovski center od Benetk . Zahvaljujoč slanemu močvirju lagune so soline postale gospodarska hrbtenica Torcella. Pristanišče se je hitro razvilo v pomemben trg izvoza v dobičkonosni trgovini vzhod-zahod, ki ga je v tem obdobju v veliki meri obvladoval Bizanc.
Črna smrt je leta 1348 opustošila Beneško republiko in spet med letoma 1575 in 1577.  V treh letih je kuga ubila okoli 50.000 ljudi. Leta 1630 je italijanska kuga 1629-31 ubila tretjino od 150.000 prebivalcev Benetk.  Dodatno resno vprašanje za Torcello je bilo zlasti, da se je močvirno območje lagune okoli otoka povečalo v 14. stoletju, deloma zaradi znižanja ravni zemljišča. Plovba v laguni morti (mrtva laguna) je bila nemogoča, trgovci pa so prenehali pristajati na otoku.  Rastoče močvirje je resno poslabšalo tudi stanje z malarijo.
V poznem 14. stoletju je zato veliko ljudi zapustilo otok Murano, Burano ali Benetke. Leta 1689 je bila škofija prenesena v Murano. Do leta 1797 se je število prebivalcev zmanjšalo na približno 300. Po nekaterih virih sedaj tam živi okoli 100 prebivalcev, vključno z župnijskim duhovnikom .

## Zanimivosti
Številne palače iz Torcella, dvanajstih župnij in šestnajstih samostanov so skoraj izginile, saj so Benečani reciklirali uporaben gradbeni material. Edina majhna preostala palača je ostanek srednjeveške strukture, sestavljene iz stolnice, cerkve, nekdanje mestne uprave in arhiva (kjer je hiša muzej) ter bližnja bazilika in zvonik; zadnji dve sta bili obnovljeni v letu 1008. 
Današnja glavna atrakcija je stolnica svete Marije vnebovzete, ki je bila ustanovljena leta 639. Je bazilika s stranskima ladjama, vendar brez prečne in ima veliko bizantinsko delo iz 11. in 12. stoletja, vključno z mozaiki (npr. različica Poslednje sodbe) . Druge znamenitosti so cerkev Santa Fosca iz 11. in 12. stoletja v obliki grškega križa, ki je obkrožena s pol osmerokotnim portikom, Museo Provinciale di Torcello je v dveh palačah iz 14. stoletja, Palazzo dell'Archivio in Palazzo del Consiglio, ki je bila nekoč sedež skupne vlade.
Še en pomemben pogled za turiste je star kamnit stol, znan kot Atilov prestol. Vendar pa nima nobene zveze s hunskim kraljem, lahko pa bi bil podeštatov ali škofov stol ali sedež, na katerem so bili ustoličeni magistri (sodniki). V Torcellu je tudi Hudičev most, znan kot Ponte del Diavolo ali alternativno Ponticello del Diavolo (Hudičev mostič).

## Pomembni prebivalci
Ernest Hemingway je leta 1948 nekaj časa preživel tukaj, ko je pisal delo Across the River and Into the Trees. V romanu je predstavljen Torcello in njegova okolica . Poleg tega so številni znani umetniki, glasbeniki in filmske zvezde preživeli čas na otoku kot tihem zatočišču. [20] Torcello je bil ozadje kratke zgodbe Daphne du Maurier, Not After Midnight.

## Galerija
- Torcello v knjigi iz Benetk, 1534
- Torcello s stolnico svete Marije vnebovzete in cerkve Santa Fosca
- Ponte del Diavolo